# Florian Gantner
Florian Gantner (* 21. Jänner 1980 in Mittersill) ist ein österreichischer Schriftsteller.

## Leben
Florian Gantner wuchs in Neukirchen am Großvenediger auf und studierte Komparatistik in Innsbruck, Saint-Étienne und Wien. Seine Diplomarbeit schrieb er zur Sexualität im europäischen Roman des 18. Jahrhunderts. Er war mehrere Jahre unter anderem als Betreuer von Menschen mit psychischer Erkrankung, Deutschlehrer im Gefängnis und Nachtwächter in einem Flüchtlingsheim tätig. An der Universität von Jordanien in Amman absolvierte er 2009 ein Unterrichtspraktikum, von 2010 bis 2012 war er Lektor an der University of Reading in England.
Seit 2012 lebt er als freier Schriftsteller in Wien. Seine ersten vier Romane Sternschnuppen der Menschheit (2012), Was man liest (2013), Trockenschwimmer (2015), O.M. (2018) erschienen in der Edition Laurin in Innsbruck. Sein fünfter Roman Soviel man weiß wurde 2021 im Residenz Verlag veröffentlicht. 2024 publizierte er seinen sechsten Roman Eternal Partner im Septime Verlag.
Er erhielt ein Aufenthaltsstipendium am Literarischen Colloquium Berlin, ein Rom-Stipendium des österreichischen Bundeskanzleramts, Arbeitsstipendien durch Bund und Land Salzburg, einen Werkzuschuss aus dem Jubiläumsfonds der Literar-Mechana 2018/19, ein Wiener Literaturstipendium 2021, BMKÖS-Projektstipendium 2022/23 und ist Heinrich-Heine-Stipendiat 2024 in Lüneburg.
2014 wurde er für sein Projekt O.M. neben Ines Birkhan mit dem Theodor-Körner-Preis ausgezeichnet. Für seinen Text aus dem Romanprojekt Soviel man weiß wurde er 2018 mit dem Hauptpreis des biennalen Literaturpreises Floriana sowie dem Förderungspreis des Rauriser Literaturpreises gewürdigt. Mit seinem Text Agile Arno wurde er 2021 für den AK-Literaturpreis nominiert.
Seit 2019 ist er Intendant des Festivals Literatur findet Land in Neukirchen am Großvenediger. Er ist Mitglied der IG Autorinnen Autoren und der Grazer Autorinnen Autorenversammlung (GAV).

## Publikationen (Auswahl)
- 2011: Biddi ila matar: Abenteuer Amman, Tauriska, Neukirchen am Großvenediger 2011, ISBN 978-3-901257-38-4.
- 2012: Sternschnuppen der Menschheit, Roman, Edition Laurin, Innsbruck 2012, ISBN 978-3-902866-01-1.
- 2013: Was man liest, Roman, Roman, Edition Laurin, Innsbruck 2013, ISBN 978-3-902866-11-0.
- 2015: Trockenschwimmer, Roman, Edition Laurin, Innsbruck 2015, ISBN 978-3-902866-26-4.
- 2018: O.M., Roman, Edition Laurin, Innsbruck 2019, ISBN 978-3-902866-67-7.
- 2021: Soviel man weiß, Roman, Residenz Verlag, Salzburg/Wien 2012, ISBN 978-3-7017-1748-4.
- 2024: Eternal Partner, Roman, Septime Verlag, Wien 2024, ISBN 978-3-99120-046-8.[10]

## Auszeichnungen und Nominierungen (Auswahl)
- 2014: Theodor-Körner-Preis für Literatur für O.M.[6]
- 2018: Rauriser Literaturpreis: Förderungspreis für Dakizo[8]
- 2018: Hauptpreis des Literaturpreises Floriana für Soviel man weiß[7]
- 2021: Nominierung für den AK-Literaturpreis mit Agile Arno[9]
- 2024: Heinrich-Heine-Stipendium in Lüneburg[11]